# Jonathan & Charlotte
Jonathan & Charlotte waren ein Klassik-Pop-Duo, das 2012 durch die sechste Staffel von Britain’s Got Talent bekannt wurde.

## Geschichte
Der 17-jährige Jonathan Antoine und die 16-jährige Charlotte Jaconelli bewarben sich 2012 bei der Castingshow Britain’s Got Talent. Beide besuchten dieselbe Schule in Chigwell nordöstlich von London und waren von einem Musiklehrer zusammengebracht worden, der ihnen vorgeschlagen hatte, für ihr Abschlussexamen gemeinsam zu singen. Danach wurden sie von einer Lehrerin gebeten, bei ihrer Hochzeit zu singen, und kamen daraufhin auf die Idee zur Teilnahme an der Castingshow.
Antoine hat eine Gewichtsstörung, seit er vier Jahre alt ist. Dadurch hatte er auch psychische Probleme und drei Monate vor dem ersten Auftritt einen Nervenzusammenbruch. Beim Vorsingen vor der Jury beeindruckte er jedoch mit seiner kräftigen Tenorstimme im Zusammenklang mit der Stimme von Jaconelli. Während er Opernmusik bevorzugt, kommt sie aus dem Musical-Bereich. Sie sangen The Prayer, ein Duett von Céline Dion und Andrea Bocelli.
Da mit Paul Potts und Susan Boyle bereits zwei Interpreten klassischer Musik die Talentshow gewonnen hatten, gehörte das Duo zu den Siegfavoriten. Sie überstanden die Auditions und ihr Halbfinale gewannen sie klar mit 75 % der Zuschauerstimmen. Im Finale mussten sie sich aber Ashleigh and Pudsey geschlagen geben, einer Nummer mit einem dressierten, tanzenden Hund. 
Juror Simon Cowell nahm Jonathan & Charlotte bei seinem Label unter Vertrag und wenige Monate nach dem Finale erschien das Album Together. Es stieg auf Platz 5 der britischen Charts ein und wurde für 100.000 verkaufte Exemplare mit Gold ausgezeichnet. Mit ihren klassisch arrangierten Popsongs stellten sie nur ein Jahr später das zweite Album Perhaps Love zusammen. Zum zweiten Mal kamen sie damit auf Platz 5 und erreichten diesmal Silber-Status.
Bei den Arbeiten zu einem dritten Album konnten sie sich jedoch aufgrund ihrer unterschiedlichen Vorlieben nicht auf eine Songauswahl einigen und so beschlossen sie, die Zusammenarbeit zu beenden und Soloalben aufzunehmen. Am Muttertag 2014 veröffentlichten sie zum Abschluss eine gemeinsame Aufnahme von Time to Say Goodbye. Noch im selben Jahr veröffentlichten beide ihre eigenen Alben und kamen damit ebenfalls in die Charts.

## Mitglieder
- Jonathan Antoine (* 13. Januar 1995)
- Charlotte Jaconelli (* 24. August 1995)

## Diskografie

### Studioalben
- 2012: Together
- 2013: Perhaps Love